# Diocèse de Salford
Le diocèse de Salford (Dioecesis Salfordensis) est un diocèse suffragant de l'archidiocèse de Liverpool en Angleterre, érigé le 20 décembre 1878. Il est tenu depuis 2014 par John Arnold. Son siège est à la cathédrale Saint-Jean-l'Évangéliste de Salford.

## Territoire
Le diocèse comprend la majeure partie du Grand Manchester et la partie sud du comté de Lancashire. Ce territoire correspond aux anciens Hundred de Salford et de Blackburn.
L'évêché se trouve à Salford, avec la cathédrale Saint-Jean-l'Évangéliste (St John the Evangelist)
Le territoire est divisé en 110 paroisses, avec 2 diacres et 218 prêtres (132 diocésains et 48 religieux).  

## Histoire

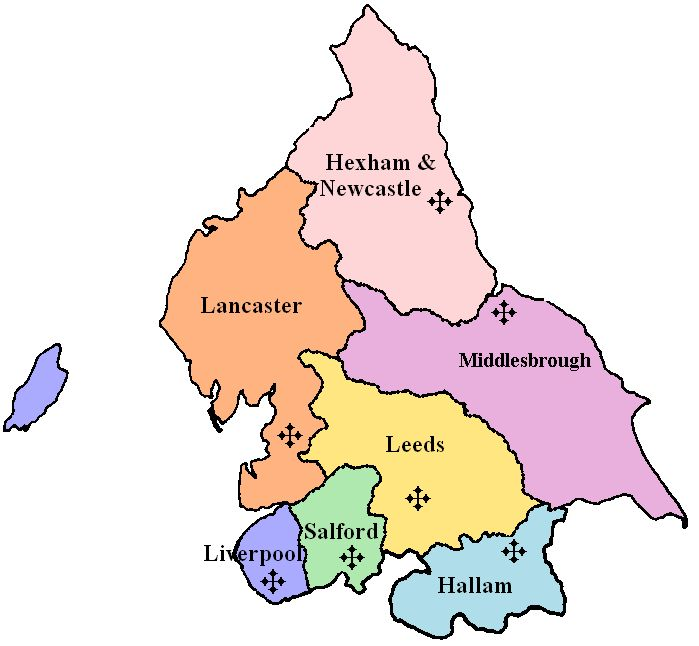
Localisation du diocèse parmi la province ecclésiastique de Liverpool.

La première chapelle catholique post-Réforme a été ouverte à Blackburn en 1773, et celle de Manchester en 1774. En 1843, James Sharples, recteur de St. Alban's, Blackburn, fut consacré évêque titulaire de Samarie et nommé coadjuteur de Mgr Brown, premier vicaire apostolique du district du Lancashire. Il construisit à Salford l'église St. John's, qui fut inaugurée en 1848 et devint par la suite la cathédrale du diocèse.
Le diocèse de Salford a été érigé le 29 septembre 1850 par le pape Pie IX par la constitution apostolique Universalis Ecclesiae - rétablissement de la hiérarchie catholique en Angleterre - à partir de cessions de territoires du vicariat apostolique du district du Lancashire. Il dépend de l'archevêché de Liverpool en tant que diocèse suffragant. 